# Церква святого Стефана (Усичі)
Церква Святого Стефана — чинна дерев'яна парафіяльна церква у селі Усичі Луцького району Волинської області. Пам'ятка волинської народної архітектури.

## Історія

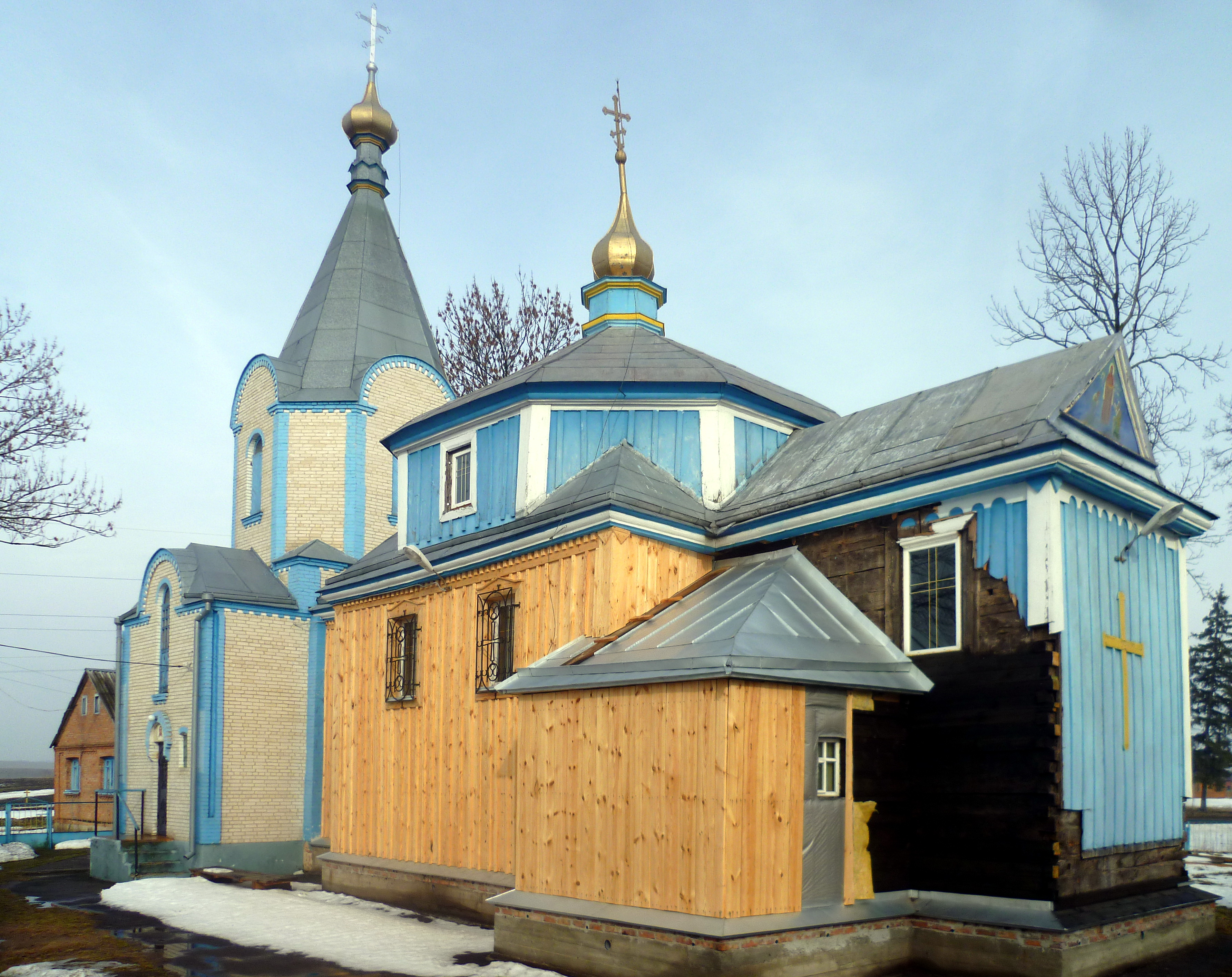

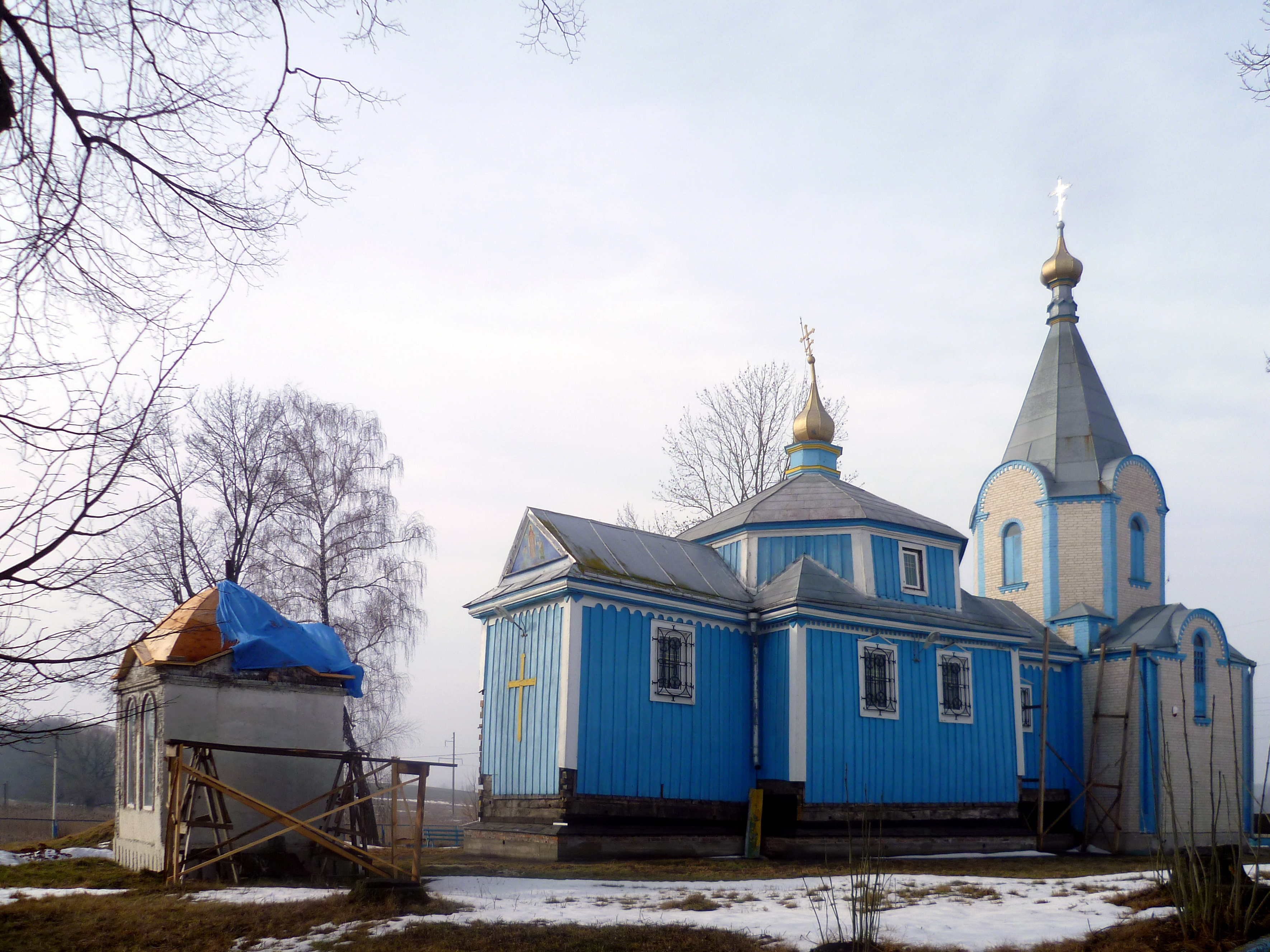

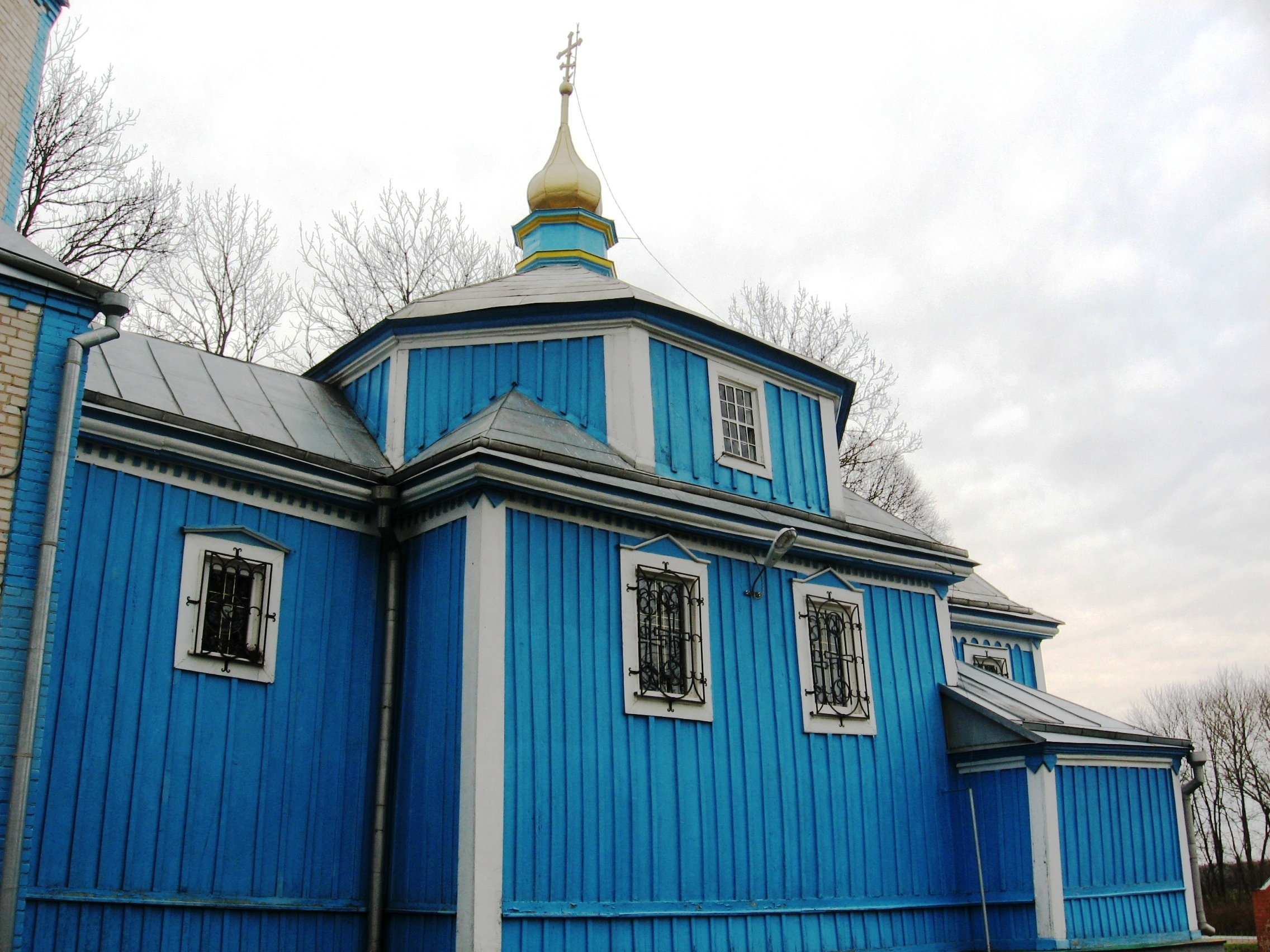
Церква Святого Стефана в Усичах, 2010

Церква Святого Стефана в Усичах збудована у 1795 році.

## Архітектура
Церква — дерев'яна, тризрубна, однонавна; побудована на кам'яному фундаменті.
Зруби однакової висоти, прямокутні у плані, видовжені за віссю споруди.
Наву перекрито зімкнутим зрубним склепінням на низькому світловому (два вікна) восьмерику, зашито згори плафоном.
Внутрішній простір храму об'єднано в інтер'єрі високими арковими отворами, що гармонійно сполучаються з плавними лініями медальйонів розписів. Хори утворюють другий ярус західного зрубу, й освітлюються завдяки високо прорізаним віконницям.